# Rajon Dowschansk
Der Rajon Dowschansk (ukrainisch Довжанський район/Dowschanskyj rajon, russisch Должанский район/Dolschanski rajon) ist eine 2020 gegründete Verwaltungseinheit innerhalb der Oblast Luhansk im Osten der Ukraine.

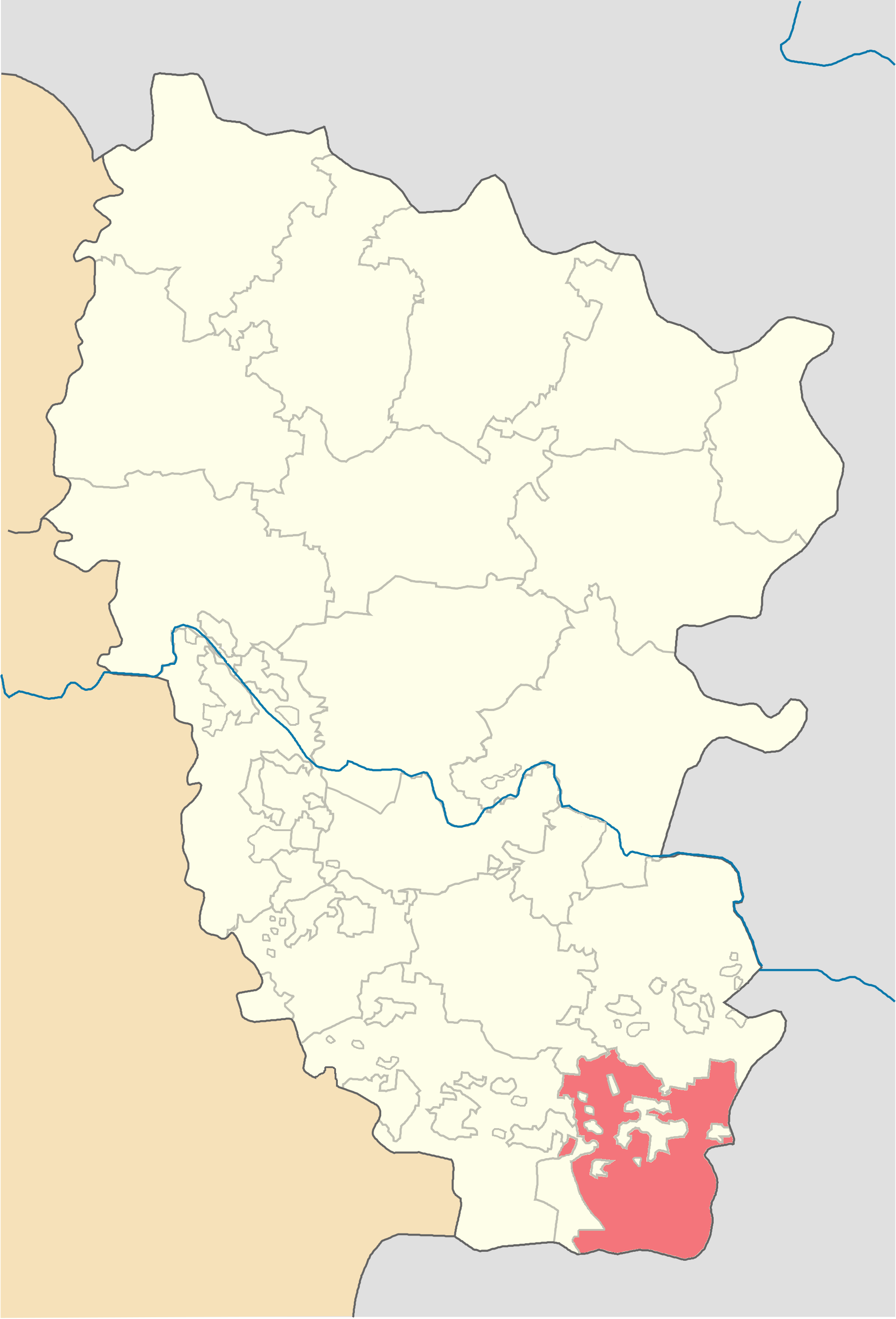
Rajonsgebiet bis Juli 2020
Rajonsgebiet ab Juli 2020

Der Rajon hat eine Fläche von 2139 km² und eine Bevölkerung von etwa 200.000 Einwohnern, der Verwaltungssitz befindet sich in der namensgebenden Stadt Dowschansk, diese hat jedoch de facto noch ihren Namen Swerdlowsk.
Er ist derzeit durch die Volksrepublik Lugansk besetzt und steht somit nicht unter ukrainischer Kontrolle, aus diesem Grund besteht der Rajon nur de jure und nicht de facto.
Am 17. Juli 2020 kam es im Zuge einer großen Rajonsreform zu einer Neugründung unter Verwendung des Rajonsgebietes der Rajone Swerdlowsk und Krasnodon sowie die Städte Swerdlowsk und Krasnodon.

## Geographie
Der Rajon liegt im Südosten der Oblast Luhansk im Osten des Donezbeckens, er grenzt im Norden an den Rajon Schtschastja, im Osten und Süden an Russland (Oblast Rostow, Rajon Kamensk, Rajon Tarassowski, Rajon Krasny Sulin, Rajon Rodionowo-Neswetaiskaja), sowie im Westen an den Rajon Rowenky.
Durch den Rajon fließt die Flüsse Kundrjutscha (Кундрюча), Naholna (Нагольна), Welyka Kamjanka (Велика Кам'янка), Luhantschyk (Луганчик) sowie der Dowschyk (Довжик), er wird Osten großteils durch den Fluss Siwerskyj Donez begrenzt, dabei ergeben sich Höhenlagen zwischen 50 und 330 Höhenmetern.

## Administrative Gliederung
Auf kommunaler Ebene ist der Rajon in 2 Hromadas (2 Stadtgemeinden) unterteilt, denen jeweils einzelne Ortschaften untergeordnet sind.
Zum Verwaltungsgebiet gehören:
- 2 Städte
- 17 Siedlungen städtischen Typs
- 61 Dörfer
- 16 Ansiedlungen

Die Hromadas sind im Einzelnen:
- Stadtgemeinde Dowschansk
- Stadtgemeinde Sorokyne